# Nacionalni arheološki muzej u Sofiji
Nacionalni arheološki muzej (bugarski: Национален археологически музей) je muzejsko-istraživačka ustanova osnovana u Sofiji 1892. s ciljem očuvanja, proučavanja i izlaganja bugarske arheološke baštine. Zgrada muzeja izgrađena je na temeljima osmanske džamije koju je 1451. dao izgraditi Adni Mahmud-paša Anđelović.
Prvi ravnatelj muzeja bio je arheolog, egitpolog i numizmatičar Václav Dobruský, koji je zbog čeških korijena surađivao s muzejskim ustanovama u Pragu i Beču. Od 1880. do 1893. u zgradi muzeja nalazila se Nacionalna knjižnica i čitaonica.
Arheološki muzej svečano je otvoren 1905. godine u prisustvu kneza Ferdinanda I. Bugarskog i ministra prosvjete Ivana Šišmanova.
Muzejska zbirka podijeljena je u nekoliko dvorana prema starosti i vrsti izložaka; odjel za pretpovijest, trakijsku povijest, numizmatiku, antičku i srednjovjekovnu arheologiju. Rad muzeja u nadležnosti je Bugarske akademije znanosti.

## Vanjske poveznice
|  | Zajednički poslužitelj ima još gradiva o temi Nacionalni arheološki muzej u Sofiji |